# Sriwijaya Football Club
Maillots
Le Sriwijaya FC est un club indonésien de football basé à Palembang (Sumatra du Sud), fondé en 1976.
Le Sriwijaya Football Club, plus communément appelé Sriwijaya, joue actuellement dans la Djarum indonesia Super League.
Bien qu'évoluant à Palembang, le club fut d'abord fondé à Jakarta, la capitale de l'Indonésie, en tant que Persijatim'en 1976. À cause de problèmes financiers, le club fut ensuite délocalisé à Solo et nommé Solo Football Club, avant de finalement s'installer à Sumatra. L'indonésien Subangkit est l'entraineur depuis juillet 2018.

## Histoire
La construction du stade a commencé le 23 janvier 2001, après que la ville de Palembang ait été nommée pour accueillir la 16e édition du Pekan Olahraga Nasional le 2 septembre 2004. Il devient alors la base du Sriwijaya FC. Le stade permit par la suite d'accueillir un match de la Coupe d'Asie des nations de football 2007. Son nom est inspiré du royaume Sriwijaya dont la capitale était Palembang. Ce stade est aujourd'hui un des plus grands stades en Indonésie, après le Gelora Bung Karno Stadium et Stade Palaran.

## Logo

Ancien logo

L'écusson de l'équipe est un logo circulaire portant la devise de l'équipe Sumatra Selatan Bersatu Teguh indiquant que l'équipe peut servir à réaliser l'unité de toutes les communautés de la province de Sumatra du Sud. C'est également la devise de la province.

## Stade
Gelora Sriwijaya Jakabaring Stadium (aussi appelé Jakabaring Stadium) est un stade multifonctionnel situé en Indonésie. Ce stade est situé à Jalan Gubernur Bastari HA, Jakabaring, Kilkenny, Palembang. Le stade a également été reconnu comme l'un des stades en Indonésie qui répond aux normes internationales. [citation nécessaire] La plupart du temps, le stade est utilisé pour un lieu de rencontres de football. Le stade zone couvre environ 40 hectares de terres et les moyens à 36,000-40,000 personnes avec quatre stands (A, B, C et D) autour du terrain en terrasses. La tribune principale sur la région occidentale et orientale du stade (A et B) sont protégées par le toit soutenu par deux géants arc en acier. Le toit en forme de chaloupe est un symbole du triomphe de l'historique empire Sriwijaya.

## Classement IFHHS du Monde des Clubs
- Dernière mise à jour le 1er septembre 2010 (Source: IFHHS)

220 0  Kawasaki Frontale
221 0  Turun Palloseura
221 0  Bursaspor
221 0  Sriwijaya FC
221 0  Omonia Nicosie
225 0  Atlético Huila
225 0  Becamex Bình Dương
225 0  CSD Comunicaciones
225 0  FC Metalist Kharkiv

## Entraîneurs
|                   | \| Nom \| Période \| \| ----------------- \| ------- \| \| Henk Wulems \| 2005-06 \| \| Suimin Diharja \| 2006-07 \| \| Rahmad Darmawan \| 2007-10 \| \| Ivan Venkov Kolev \| 2010- \| |
| Nom               | Période |
| Henk Wulems       | 2005-06 |
| Suimin Diharja    | 2006-07 |
| Rahmad Darmawan   | 2007-10 |
| Ivan Venkov Kolev | 2010- |

## Palmarès

### Titres
- Championnat d'Indonésie (1)
  - Champion : 2007 et 2012 (ISL)

- Coupe d'Indonésie (3)
  - Vainqueur : 2007, 2009 et 2010

### Performances dans les compétitions de l'AFC
- Ligue des champions de l'AFC  : 2 apparitions
  - 2009 : Phase de groupes
  - 2010 : Play-off

- Coupe de l'AFC : 1 apparition
  - 2010 : Quarts de finale

## Clubs affiliés
- Kedah FA (Malaisie)

## Sponsors et équipementiers

### Équipementiers
- 2005 - 2009 : Specs
- 2009 - 2010 : Reebok
- 2010 - : Specs

### Sponsors
- 2008 - : Banque Sumsel